# Suzanne Dekker
Suzanne Dekker (ur. 31 października 1949 w Amsterdamie) – holenderska polityk, prawnik i urzędniczka, od 1979 do 1981 posłanka do Parlamentu Europejskiego I kadencji, parlamentarzystka krajowa.

## Życiorys
W 1972 ukończyła studia prawnicze na Uniwersytecie w Groningen, broniąc pracy magisterskiej o referendum. Od 1973 do 1976 praktykowała jako adwokat w Hadze, następnie pracowała w Ministerstwie Spraw Gospodarczych, gdzie odpowiadała za międzynarodową politykę energetyczną.
Zaangażowała się w działalność polityczną w ramach Democraten 66. W 1979 wybrano ją do Parlamentu Europejskiego. Pozostała posłanką niezrzeszoną, należała do Komisji ds. Socjalnych i Zatrudnienia. Z Europarlamentu odeszła 10 czerwca 1981, następnie objęła mandat w niższej izbie parlamentu Tweede Kamer (do końca kadencji w 1982). Bezskutecznie ubiegała się o reelekcję w 1982, w 2004 kandydowała zaś do PE. W międzyczasie powróciła do pracy w ministerstwie, następnie pracowała jako niezależny doradca.